# Henri Nathansen
Henri Nathansen, né le 17 juillet 1868 à Hjørring et mort le 16 février 1944 à Lund, est un écrivain et metteur en scène danois, surtout connu pour sa pièce de théâtre Indenfor Murene (« À l'intérieur des Murs »).

## Biographie
Nathansen grandit dans une famille de marchands à Copenhague. Abandonnant une carrière juridique, il se tourne vers l'écriture puis la réalisation. Son œuvre la plus connue, Indenfor Murene, est créée en 1912 et jouée au Théâtre royal danois. La pièce est centrée sur une famille juive riche, aimante mais conservatrice, dont la fille unique rompt avec la tradition en assistant à des cours à l'université et se fiançant secrètement à son professeur, un gentil. Encore fréquemment jouée, la pièce est incluse dans le Canon de la culture danoise en 2006,.
Son roman de 1932, Mendel Philipsen & Søn, sur une femme juive qui tombe amoureuse d'un peintre gentil mais qui s'engage à la place dans un mariage sans amour avec son cousin juif, est adapté en film en 1992 sous le titre Sofie.
Vers la fin de sa carrière, Nathansen a écrit un certain nombre de biographies, notamment celle de Georg Brandes (1929).
En octobre 1943, lorsque les nazis tentèrent de rassembler les Juifs danois, Nathansen s'enfuit en Suède avec sa femme. Quatre mois plus tard, il se suicide.

### Vie privée
Henri Nathansen se marie le 10 mai 1899 à Johanne Henrika Kirstine Jørgensen (1871-1959).

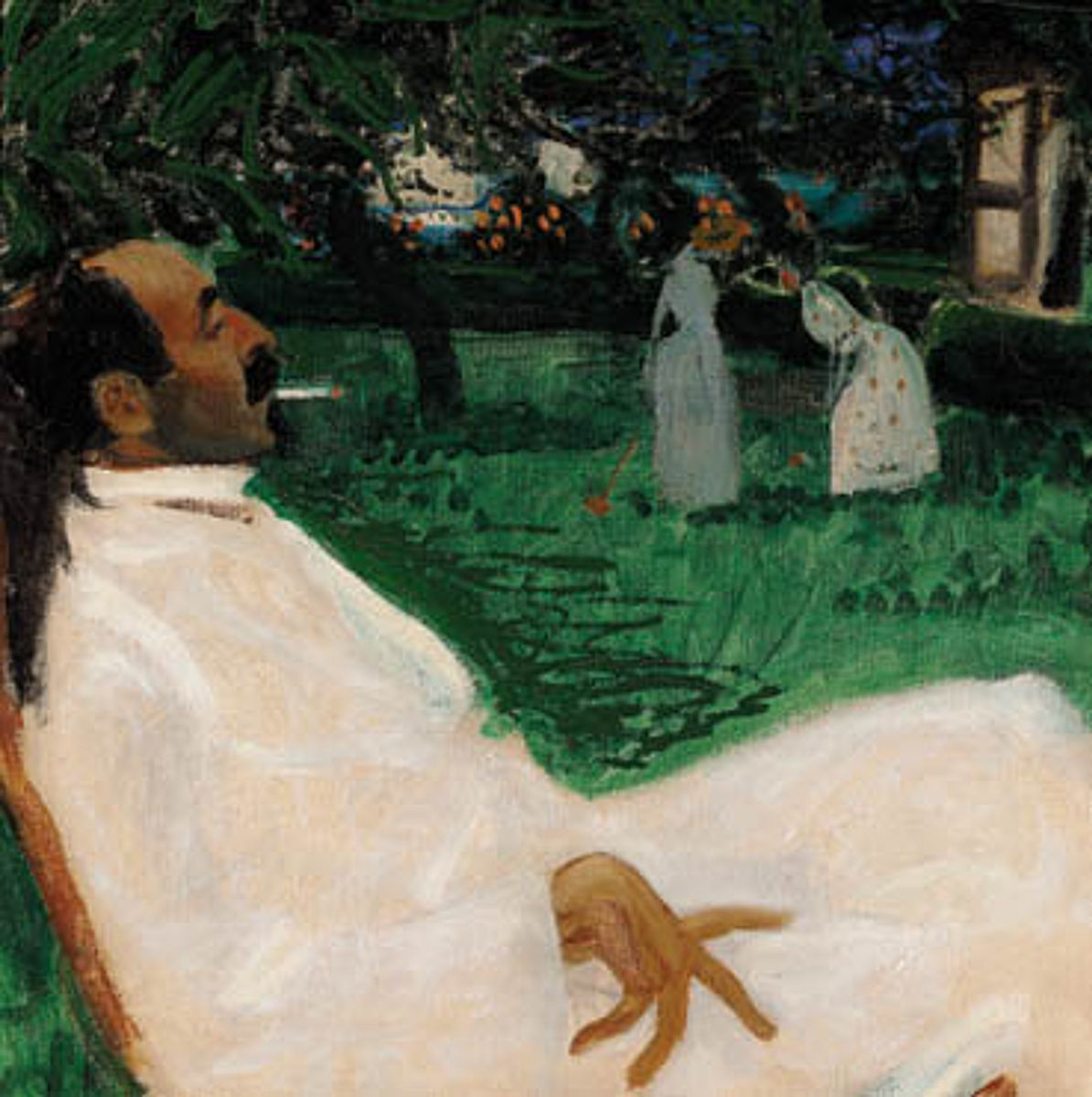
L'auteur Henri Nathansen dans un jardin, huile sur toile de Valdemar Andersen (1907).

## Œuvres
Liste non exhaustive :
- (da) Sommernat, 1899 (Nuit d'été)
- (da) Den forbudne Frugt, 1901 (Le fruit défendu)
- (da) Floden, 1902 (La rivière)
- (da) Mor har Ret, 1904 (Maman a raison)
- (da) Den gode Borger, 1907 (Le bon citoyen)
- (da) Danas Have, 1908
- (da) Daniel Hertz, 1908
- (da) Indenfor Murene, 1912 (À l'intérieur des Murs)
- (da) Af Hugo Davids Liv, I-IV, 1917
- (da) Georg Brandes. Et Portræt, 1929
- (da) Mendel Philipsen & Søn, 1932

## Prix et récompenses
- 1912 : Prix Otto Benzon (Otto Benzons Forfatterlegat)[6]